# Malé Ripňany
Malé Ripňany (deutsch Kleinrippen, ungarisch Kisrépény – bis 1907 Nezsetterippény – bis 1902 Kisrippény) ist ein Ort in der Mittelslowakei.
Das Dorf wurde 1390 zum ersten Mal schriftlich als Kisrepen erwähnt. Zur heutigen Gemeinde gehört seit der Eingemeindung 1902 auch das Dorf Nežatice (deutsch Naschatitz, ungarisch Nezsette).

## Bevölkerung
| Jahr                | 1994 | 2004    | 2014    | 2024    |
| ------------------- | ---- | ------- | ------- | ------- |
| Anzahl der Personen | 490  | 525     | 550     | 551     |
| Unterschied         |      | +7,14 % | +4,76 % | +0,18 % |

| Jahr                | 2023 | 2024    |
| ------------------- | ---- | ------- |
| Anzahl der Personen | 553  | 551     |
| Unterschied         |      | −0,36 % |